# 阿糖苷酶α
阿糖苷酶α（Alglucosidase alfa），商品名美而赞（Myozyme），是目前罕见病庞贝病全球唯一的注射剂和特效药。

## 歷史
該藥由台灣中央研究院生物醫學暨科學研究所所長陳垣崇及其所領導的研究團隊，花了15年的時間研發出來，並獲歐洲藥品管理局（EMEA）及美國食品暨藥物管理局（FDA）核准上市，之後此藥於2007年由赛诺菲研发美国上市，並於2017年引入中国大陆。

## 藥理
阿糖苷酶α的药理和人工合成胰岛素相似。

## 醫療保險現狀與市場價格
在中國，目前阿糖苷酶α未纳入全国医保目录，但个别地区会纳入其地方医保。一瓶美而赞是50毫克，价格约为5645元人民币（其在江西地方医保价格为5306.3元人民币）。
阿糖苷酶α根据患者体重来用药，以一個體重40公斤的人士为例，需用药800毫克，约合16瓶，用药一次需要9万多元人民币。如果持续用药，每月需两次使用美而赞，每年的药款约为217万元。

## 参看
- 孤儿药